# Abbi Grant
Abbi Grant (* 11. Dezember 1995 in Dundee) ist eine schottische Fußballspielerin und ehemalige A-Nationalspielerin.

## Karriere

### Vereine
Grant spielte in den ersten neun Jahren für sechs schottische Vereine, darunter zweimal für die Frauenfußballmannschaft des Glasgow City FC, bevor sie nach sieben Titeln das erste Mal im Ausland für einen Verein spielte. Vom 1. Januar bis zum 30. Juni 2019 gehörte sie dem belgischen Erstligisten RSC Anderlecht an und kam in zwölf Punktspielen zum Einsatz, in denen sie acht Tore erzielte und damit zur Meisterschaft beitrug.
Im Juli 2019 wurde sie vom englischen Erstligisten Birmingham City verpflichtet. Zwei Jahre später spielte sie für den Ligakonkurrenten und -neuling Leicester City; in der laufenden Saison 2021/22 wurde ein Leihgeschäft mit dem schottischen Erstligisten Glasgow City FC, für den sie zuvor in den Spielzeiten 2014 und 2015 sowie 2017 und 2018 aktiv gewesen ist, für die Rückrunde der Saison 2021/22 vereinbart. Nach dem Ende der Leihfrist wurde sie für die Folgesaison an den Verein gebunden. Während ihrer Zugehörigkeiten zum Verein bestritt sie insgesamt 148 Punktspiele, in denen sie 73 Tore erzielte.
Ihr nächster Verein, für den sie außerhalb Schottlands spielte, war der Erstligist Panathinaikos Athen, dem sie in der Spielzeit 2024 angehörte.
Nach England zurückgekehrt, spielt sie nunmehr für den Durham WFC und das erste Mal in ihrer Spielerkarriere in der zweithöchsten Spielklasse, der Women’s Championship.

### Nationalmannschaft
Grant debütierte als Nationalspielerin für den SFA in der U15-Nationalmannschaft, für die sie einzig am 3. November 2009 in Glasgow beim 3:0-Sieg im Freundschaftsspiel gegen die U15-Nationalmannschaft Wales’ spielte und mit dem Treffer zum 2:0 in der 58. Minute ihr erstes Länderspieltor erzielte.
Im Zeitraum vom 19. September 2010 bis zum 17. April 2012 wurde sie 14 Mal in der U17-Nationalmannschaft berücksichtigt. In ihren ersten und dritten sowie in den letzten beiden Einsätzen erzielte sie ihre fünf Tore. Acht Einsätze galten der EM-Qualifikation, die ersten fünf bestritt sie in der ersten und zweiten Qualifikationsrunde für die angestrebte und altersbezogene Europameisterschaft 2011 in Nyon (Schweiz).
Mehr Länderspieleinsätze hatte sie in der U19-Nationalmannschaft mit 22, in denen ihr zwei Tore gelangen. Ihr Debüt in dieser Altersklasse gab sie am 21. August 2012 in Livingston beim 7:1-Sieg im Freundschaftsspiel gegen die U19-Nationalmannschaft Irlands. Ihr letztes U19-Länderspiel bestritt sie am 21. Juli 2014 in Sarpsborg bei der 0:5-Niederlage gegen die U19-Nationalmannschaft Norwegens; es war zugleich das letzte von drei Spielen der Gruppe A bei der Teilnahme ihrer Mannschaft an der in Norwegen ausgetragenen Europameisterschaft 2014, für die sie zuvor in fünf (ihrer insgesamt elf) Qualifikationsspielen beigetragen hatte. Ihre einzigen beiden Tore gelangen ihr am 20. Oktober 2012 beim 8:0-Sieg über die U19-Nationalmannschaft Belarus’ im ersten Spiel der EM-Qualifikationsgruppe 5 (der ersten Qualifikationsrunde) mit dem Treffer zur 1:0-Führung in der elften Minute, und am 5. April 2014 beim 5:1-Sieg über die U19-Nationalmannschaft Islands im ersten Spiel der Gruppe B (der zweiten Qualifikationsrunde) mit dem Treffer zum 4:1 in der 69. Minute.
Grant bestritt für die A-Nationalmannschaft sieben Länderspiele und gab ihr Debüt am 6. März 2018 beim 2:0-Sieg über die Nationalmannschaft Neuseelands in Murcia mit Einwechslung für Fiona Brown in der 82. Minute.
Im Spieljahr 2019 wurde sie in drei Länderspielen berücksichtigt; zunächst bestritt sie das am 21. Januar in La Manga del Mar Menor mit 1:2 verlorene Freundschaftsspiel gegen die Nationalmannschaft Islands, danach bestritt sie die ersten beiden Spiele der EM-Qualifikationsgruppe E, die am 30. August in Edinburgh mit 8:0 gegen die Nationalmannschaft Zyperns und am 8. November in Elbasan mit 5:0 gegen die Nationalmannschaft Albaniens gewonnen wurden. Ihre letzten drei Länderspiele bestritt sie bei der Turnierpremiere um den Pinatar-Cup. In den letzten beiden Spielen, in denen sie jeweils ein Tor erzielte, trug sie maßgeblich zum Turniersieg bei, denn es waren die Siegtreffer zum 1:0 gegen die Nationalmannschaft Islands am 7. März 2020 und zum 2:1 gegen die Nationalmannschaft Nordirlands am 10. März 2020.

## Erfolge
Nationalmannschaft
- Pinatar-Cup-Siegerin: 2020
- Torschützenkönigin Pinatar Cup 2020 (2 Tore); gemeinsam mit Martha Thomas (SCO) und Daryna Apanaschtschenko (UKR)

RSC Anderlecht
- Belgische Meisterin: 2019

Glasgow City FC
- Schottische Meisterin: 2014, 2015, 2017, 2018, 2023
- Schottische Pokal-Siegerin: 2014, 2015

Hibernian Edinburgh
- Schottische Pokal-Siegerin: 2016